# قطع برق ۱۹۶۵ در آمریکای شمالی
قطع برق ۱۹۶۵ در آمریکای شمالی (انگلیسی: Northeast blackout of 1965) قطعی گسترده در توزیع برق بود که در سه شنبه، ۹ نوامبر ۱۹۶۵ روی داد و قسمتی از انتاریو در کانادا و کنتیکت، ماساچوست، نیوهمپشایر، نیوجرسی، ایالت نیویورک، پنسیلوانیا، رود آیلند، و ورمانت در ایالات متحده آمریکا در خاموشی فرو برد. بیش از ۳۰ میلیون شخص و ۸۰٬۰۰۰ مایل مربع (۲۰۷٬۰۰۰ کلیومتر مربع2) تحت تأثیر قرار گرفتند و این روند نزدیک به ۱۳ ساعت ادامه یافت.